# Ted Wilde
Ted Wilde (Nueva York, 16 de diciembre de 1889 - Los Ángeles, 17 de diciembre de 1929) fue un guionista y director de cine estadounidense de la época del cine mudo especializado en comedias. Empezó su carrera como miembro del equipo de guionistas de los films de Harold Lloyd. Murió de un derrame cerebral en Hollywood a la edad de 40 años, y fue enterrado en el cementerio Forest Lawn Memorial Park (Cementerio de Forest Lawn Memorial Park (Glendale)) en Glendale, California.

## Filmografía
| Título en español     | Título en original    | Año  |
| --------------------- | --------------------- | ---- |
| The Battling Orioles  | The Battling Orioles  | 1924 |
| The Goofy Age         | The Goofy Age         | 1924 |
| A Sailor Papa         | A Sailor Papa         | 1925 |
| The Haunted Honeymoon | The Haunted Honeymoon | 1925 |
| El hermanito          | The Kid Brother       | 1927 |
| Babe Comes Home       | Babe Comes Home       | 1927 |
| Relámpago             | Speedy                | 1928 |
| Loose Ankles          | Loose Ankles          | 1930 |
| Clancy in Wall Street | Clancy in Wall Street | 1930 |

## Premios y distinciones
Premios Óscar
| Año  | Categoría                 | Película  | Resultado |
| ---- | ------------------------- | --------- | --------- |
| 1928 | Mejor director de comedia | Relámpago | Nominado  |